# Don Balón
Don Balón – hiszpańskie czasopismo sportowe, tygodnik piłkarski wydawany w Katalonii (Barcelona) od 1975. 
Od 1976 przyznaje własne nagrody, Premio Don Balón, w różnych kategoriach (najlepszy piłkarz, obcokrajowiec, trener, sędzia) podsumowujące ligowy sezon. Oprócz normalnych numerów publikuje także wydania specjalne. Jest członkiem stowarzyszenia European Sports Magazines.
Polskim korespondentem „Don Balon” był Zbigniew Kumidor.